# 指定自動車教習所指導員
指定自動車教習所指導員（していじどうしゃきょうしゅうじょしどういん）は、都道府県公安委員会が道路交通法第99条に基づき指定を行った自動車教習所（指定自動車教習所）において、道路交通法第99条の3の規定に基づき「教習指導員資格者証」を交付された教習指導および技能検定を行う職員のことである。
この項目では道路交通法第99条の2の規定に基づき公安委員会から指定を受け、「技能検定員資格者証」を交付された者である技能検定員（ぎのうけんていいん）についても述べる。技能検定員は技能検定の業務中はみなし公務員の扱いを受ける。

## 資格について
指定自動車教習所指導員とは、各都道府県公安委員会の指定を受けた自動車教習所の指導員を認定する国家資格である。
指定自動車教習所では教習指導（学科教習、技能教習）を行う教習指導員と、技能検定を行う技能検定員がいる。両者は別々の資格であり、指定自動車教習所には両者とも置くことが義務付けられている。実際には教習指導員資格を取得した者が、一定の経験を積んだ後に技能検定員資格を取得することが多いため、技能検定員は教習指導員を兼任している場合が多い。
なお、運転免許と違い、車種ごとに教習指導員資格と技能検定員資格を得ないといけないため、たとえ大型二種・大型特殊・牽引・大型二輪の教習指導員や技能検定員資格を持っていてもその下位の免許については検定や教習は出来ない。つまり全部の教習指導員と技能検定員資格を得る場合は、2017年3月12日現在22個の資格者証を取得しなければならない。特に四輪車（普通・準中型・中型・大型・特殊・牽引）の教習・検定を担当したい場合、「MT免許取得」が当該教習所社員採用試験・及び教習指導員&検定員認定審査へ応募する最低条件となる（AT限定は原則不可）。
70歳以上の人が運転免許を更新する際に受講する「高齢者講習」を担当したい場合、通常の指導員&検定員資格とは別に「高齢者講習指導員」資格が必要となる（「志願時点で25歳以上・かつ所属教習所における教習指導員及び検定員としての実務経験5年以上」が条件）。

## 教習指導員
道路交通法第99条の3第4項に基づき教習指導員資格者証を交付された者を教習指導員という。学科・実技の教習を行うことができる。かつては学科教習に従事する学科指導員と技能教習を行う技能指導員で別々の資格になっていたが、1993年に実施された道路交通法改正により、現行の教習指導員に統合された。
なお、入校式などで実施される運転適性検査と、学科教習の第2段階にある「運転適性検査結果における行動分析」では、運転適性検査指導者養成講習を修了した教習指導員のみが教習を行うことができる。また学科教習にある「応急救護」では、応急救護処置指導員として認定された教習指導員のみが教習を行うことができる。
また、教習項目の教習効果の確認（みきわめ）は、教習指導員資格に加えて、当該教習に係る技能検定員を兼ねている者か、当該教習課程の技能教習の経験が2年以上ある者、或いは、当該教習課程の技能教習の経験が2年未満の者で指定教習所の管理者が認定した者のいずれかに該当する教習指導員が行うことができる。

### 種類
| 教習指導員資格者証の種類       | 記載内容 |
| ------------------------------ | -------- |
| 教習指導員資格者証（大型）     | 大型     |
| 教習指導員資格者証（中型）     | 中型     |
| 教習指導員資格者証（準中型）   | 準中型   |
| 教習指導員資格者証（普通）     | 普通     |
| 教習指導員資格者証（大特）     | 大特     |
| 教習指導員資格者証（大自二）   | 大自二   |
| 教習指導員資格者証（普自二）   | 普自二   |
| 教習指導員資格者証（牽引）     | 牽引     |
| 教習指導員資格者証（大型二種） | 大型二種 |
| 教習指導員資格者証（中型二種） | 中型二種 |
| 教習指導員資格者証（普通二種） | 普通二種 |

※大型特殊自動車第二種免許およびけん引第二種免許に関しては現在、指定自動車教習所での技能教習に関する規程がない。

### 受験資格
21歳以上で、受審する車種の運転に用いる運転免許証またはマイナ免許証を所持していること（運転経歴は問われていないため21歳で取得した免許でも問題ない）。また、二種の教習指導員審査を受審する場合は受ける運転免許証またはマイナ免許証の他にその車種の一種教習指導員資格者証が必要になる。多くの指定自動車教習所では「教習・検定を担当したい車種のMT運転免許を取得している」という条件を満たしている人材を（面接などの試験で選抜し）新規採用。入社直後は「見習い」として先輩指導員の補助などを担当したのち（認定審査へ受かるための）専門講習を受講して試験に臨み、そちらに合格して初めて教習指導員として独り立ちさせる方式を採っている（複数の教習所を展開しているチェーン校の場合、本校で新人研修を受けたのち認定審査に臨み、合格後に本人の希望を考慮しつつ各系列校へ配属させる場合もある）。

### 審査
所属教習所で事前教養を行い、都道府県指定自動車教習所協会の行う新任教習指導員養成講習を受講する。その後、公安委員会の行う審査を受審することが一般的となっているが、教習所に所属していない個人でも、教習指導員審査を受審することができる。その場合、事前教養や養成講習は受講できないため、独学、もしくは、教習指導員の養成を行っている届出自動車教習所（指定外）の対策講習等を受講することになる。

#### 個人審査受験の場合
個人で受験して審査を合格した場合は所属教習所が無いため選任届けを出すことができないので教習指導員資格審査合格証しか取得できない。実際に業務をする場合は、指定自動車教習所に入社して選任届けをもらい教習指導員資格者証を取得する必要がある。
ただし一部の公安委員会によっては教習指導員資格者証を発行してもらえるところもある。その場合でも教習所に所属していないと選任届を公安委員会に提出できないので教習指導業務を行うことは出来ない。

#### 審査項目
- 教習に関する技能（技能試験）
  1. 教習指導員として必要な自動車の運転技能（技能試験85点以上）（運転免許試験場の技能試験の基準による）
  2. 技能教習に必要な教習方法（面接試験又は実技試験85点以上）
  3. 学科教習に必要な教習方法（面接試験又は実技試験85点以上）
- 教習に関する知識（学科試験）
  1. 自動車教習所に関する法令についての知識（論文85点以上、正誤式95点以上）
  2. 教習指導員として必要な教育についての知識（論述式85点以上）
  3. 教則の内容となっている事項、その他自動車の運転に関する知識（論文式85点以上、正誤式95点以上）

#### 審査内容
- 筆記による審査
  1. 道路交通法
  2. 教習所関係法令
  3. 教育知識
  4. 交通の教則
  5. 安全運転の知識
  6. 自動車の構造等の科目
- 運転技能審査
- 面接による審査

なお科目ごとに合格する必要があり合格した科目は一年有効なのでその間に他の科目を合格すれば審査合格となる
- 教習指導員資格を取得している物が同種の異車種の教習指導員審査を受けるとき（例えば普通自動車の教習指導員資格者証を取得している人が大型自動二輪車の教習指導員審査を受けるなど）には教習に関する知識の審査が免除される。
- ※平成19年6月の法改正以後、第一種免許の教習指導員資格取得者が学科教習を行う場合、その者が大型自動車免許または中型自動車免許（8t限定も含む）および大型二輪免許または普通二輪免許を現に受けている者であることと規定された（道交法施行規則第33条の4・二項ロに規定）。
- また安全運転中央研修所の新任教習指導員研修を修了する事によっても教習指導員資格を取得する事も出来る。ただし、免除される範囲が都道府県によって違うため一部の都道府県では審査を受けないといけない審査項目もあるのですべての公安委員会で完全に免除されることはない

## 技能検定員
道路交通法第99条の2第4項に基づき公安委員会から指定を受け技能検定員資格者証を交付された者を技能検定員という。技能検定員は指定自動車教習所の修了検定および卒業検定、限定解除審査において検定の採点を行うことができる。
本来都道府県公安委員会が行うべき技能試験の試験官を代行する業務であるため、技能検定員は検定中の業務においては「みなし公務員」の扱いをうけ、職務上知り得た秘密を保持する義務（いわゆる守秘義務）があるほか、受験者から金品等を受け取り不正に検定を合格させた場合、収賄などの処罰を受けることがある。

### 種類
| 技能検定員資格者証の種類       | 記載内容 |
| ------------------------------ | -------- |
| 技能検定員資格者証（大型）     | 大型     |
| 技能検定員資格者証（中型）     | 中型     |
| 技能検定員資格者証（準中型）   | 準中型   |
| 技能検定員資格者証（普通）     | 普通     |
| 技能検定員資格者証（大特）     | 大特     |
| 技能検定員資格者証（大自二）   | 大自二   |
| 技能検定員資格者証（普自二）   | 普自二   |
| 技能検定員資格者証（牽引）     | 牽引     |
| 技能検定員資格者証（大型二種） | 大型二種 |
| 技能検定員資格者証（中型二種） | 中型二種 |
| 技能検定員資格者証（普通二種） | 普通二種 |

※大型特殊自動車第二種免許およびけん引第二種免許に関しては現在、指定自動車教習所での技能検定に関する規程がない。したがって、これらの免許を取得するには、運転免許試験場での技能試験（一発試験）を受験して合格する必要がある。

### 受験資格
25歳以上で、受審する車種の運転に用いる運転免許を所持していること（運転経歴は問われていないため25歳で取得した免許でも問題ない）。
また、二種の技能検定員審査を受審する場合は受ける運転免許証またはマイナ免許証の他にその車種の一種技能検定員資格者証が必要になる。

### 審査
所属教習所で事前教養を行い、都道府県指定自動車教習所協会の行う新任技能検定員養成講習を受講する。その後、公安委員会の行う審査を受審することが一般的であるが、教習所に所属していない個人でも、技能検定員審査を受審することができる。その場合、事前教養や養成講習は受講できないため、独学、もしくは、技能検定員の養成を行っている届出自動車教習所（指定外）の対策講習等を受講することになる。

#### 個人審査受験の場合
個人で受験して審査を合格した場合は所属教習所が無いため選任届けを出すことができないので技能検定員資格審査合格証しか取得できない。実際に業務をする場合は、指定自動車教習所に入社して選任届けをもらい技能検定員資格者証を取得する必要がある。
ただし一部の公安委員会によっては技能検定員資格者証を発行してもらえるところもある。その場合でも教習所に所属していないと選任届を公安委員会に提出できないので技能検定業務を行うことは出来ない。

#### 審査項目
- 検定に関する技能（技能試験）

1. 技能検定員として必要な自動車の運転技能（技能試験90点以上）（運転免許試験場の技能試験の基準による）
2. 自動車の運転技能に関する観察及び採点の技能（技能試験95点以上）

- 検定に関する知識（筆記試験、面接試験）

1. 法第百八条の二十八第四項に規定する教則の内容となつている事項（筆記試験95点以上その他試験85点以上）
2. 自動車教習所に関する法令についての知識（筆記試験95点以上その他試験85点以上）
3. 技能検定の実施に関する知識（筆記試験と面接試験95点以上）
4. 自動車の運転技能の評価方法に関する知識（一種審査は筆記試験95点以上面接試験85点以上二種審査は筆記試験95点以上）
5. 道路運送法第二条第三項に規定する旅客自動車運送事業及び自動車運転代行業の業務の適正化に関する法律第二条第一項に規定する自動車運転代行業に関する法令についての知識（筆記試験85点以上その他試験95点以上）

#### 審査内容
1. 技能検定員として必要な自動車の運転技能
2. 検定に関する観察力及び採点技能
3. 検定に関する知識を問う論文試験
4. 検定に関する知識を問う面接試験

なお科目ごとに合格する必要があり合格した科目は一年有効なのでその間に他の科目を合格すれば審査合格となる。
- 検定に関する知識の1、2については教習指導員有資格者は免除される。
- 検定に関する知識の5は二種免許に係わる技能検定員の審査項目、異車種の二種免許技能検定員資格者は免除される。
- 技能検定員資格を取得してる者が同種技能検定員審査を受ける場合には検定に関する知識審査が免除される。
- 検定に関する技能の1については上位技能検定員資格者は技能検定員として必要な運転技能科目が免除される。
- また安全運転中央研修所の新任技能検定員研修を修了する事によって技能検定員資格を取得する事も出来る。ただし、免除される範囲が都道府県によって違うため一部の都道府県では審査を受けないといけない審査項目もあるのですべての公安委員会で完全に免除されることはない。

## 法定講習
道路交通法第108条の2の規定により教習指導員、技能検定員、管理者、副管理者などの指定自動車教習所の職員は一年に一回公安委員会が行う講習を受けることとなっている。